# Landjanist
Landjanist (in armeno Լանջանիստ?, fino al 1968 Kadrlu, Khidirli o Kaayrlu) è un comune dell'Armenia di 254 abitanti (2008) della provincia di Ararat.